# 2024 au Danemark
Cette page recense les événements qui se sont produits durant l'année 2024 au Danemark.

## Événements

### Janvier
- 14 janvier : abdication de Margrethe II en faveur de son fils, Frederik X.

### Avril
- 16 avril : incendie de la Bourse de Copenhague.

### Juin
- 7 juin : la Première ministre Mette Frederiksen est agressée à Copenhague[1].
- 9 juin : élections européennes.

### Juillet
- 21 juillet : le militant écologiste Paul Watson est arrêté au Groenland à la suite d'un mandat d'arrêt international émis par le Japon[2].

### Novembre
- 16 novembre : le mannequin danois Victoria Kjær Theilvig remporte le concours Miss Universe pour la première fois pour son pays[3].

### Décembre
- 17 décembre : le tribunal de Copenhague rejette la demande d'extradition  du militant écologiste Paul Watson par le Japon[4].

## Décès
- 24 février : Ulrik Le Fèvre, footballeur
- 9 juin : Alex Riel, batteur de jazz
- 30 octobre : Erik Clausen, acteur, réalisateur et scénariste
- 28 novembre : Lasse Nielsen, réalisateur et scénariste